# 방사성 붕괴
방사성 붕괴(放射性崩壞), 또는 방사성 감쇠(放射性減衰), 핵붕괴(核崩壞, radioactive decay)란 불안정한 원자핵이 자발적으로 이온화 입자와 방사선의 방출을 통해서 에너지를 잃고 안정된 상태로 가는 과정이다.
모든 원자는 원자핵 주변을 전자들이 둘러싼 형태로 이루어져 있는데, 이때 전자들의 에너지준위가 가장 낮은 상태로 배치된 순간을 바닥상태(ground state)라고 한다. 그리고 외부로부터 원자핵에 에너지가 가해지면 불안정한 상태에 놓이게 되는데, 이때를 들뜬상태(excited state)라고 한다. 자연계의 모든 물질은 불안정한 상태(들뜬상태)에서 안정한 상태(바닥상태)로 가려는 성질이 있다.
한편, 외부에서 에너지를 가해 주지 않아도 본래 원자의 상태가 불안정한 원소들이 있는데, 이들 원소를 방사성핵종(방사성물질)이라고 한다. 이들 방사성핵종의 원자핵이 불안정한 상태에서 안정한 상태의 원자핵으로 바뀌는 현상이 방사성 붕괴이다. 방사성핵종들은 자연 상태에서는 일정한 시간이 지나면 그 양이 원래 원자의 개수에서 절반으로 줄어드는 특성이 있다. 그렇게 반감되는 시간을 '반감기'라고 하며, 방사성핵종마다 고유한 반감기를 가진다. 반감기(T)는 {\displaystyle T={\frac {\ln 2}{\lambda }}={\frac {0.693}{\lambda }}}으로 구할 수 있다.
이러한 붕괴, 또는 에너지의 손실은 한 종류의 원자를 다른 종류의 원자로 변환시킨다. 여기서 원래의 원자를 부모 핵종, 변환 후의 원자를 딸 핵종이라고 부른다. 예를 들면, 탄소-14 원자 (부모)는 방사선을 방출하고 질소-14 원자(딸)로 변환된다. 이는 원자 수준의 무작위적인 과정(stochastic process 또는 random process)이기 때문에 언제 하나의 원자가 붕괴할지를 예측하는 것이 불가능하지만, 많은 수의 동종 원자라면 그 평균 붕괴율은 예측 가능하다.
이러한 작용의 SI 단위는 베크렐(Bq)이다. 1Bq은 1초당 1번의 변환(혹은 붕괴)으로 정의된다. 방사성 물질의 적당한 크기의 샘플은 많은 원자를 포함하기 때문에, 1 Bq은 붕괴에 대한 매우 작은 측정량이다. 따라서 GBq(기가베크렐, 초당 109번의 붕괴) 또는 TBq(테라베크렐, 초당 1012번의 붕괴)의 양이 주로 쓰인다. 방사능의 다른 단위는 퀴리(Ci)이며, 이는 원래 1g의 순수한 라듐-226과의 평형상태의 라듐 에마나티온(radium emanation, 라돈-222)의 양이다. 현재는 정의에 의해, 1Ci는 붕괴율 3.7 × 1010 Bq으로 붕괴하는 핵종의 작용과 같다. 현재는 국제단위계(SI)가 Ci의 사용을 권장하지 않고 있다.
방사성 붕괴에는 알파, 베타, 감마 붕괴 등등의 여러 가지 과정이 있다. 이러한 붕괴들이 발견되었을 때는 붕괴들의 특성을 잘 알지 못했기 때문에 알파, 베타, 감마라는 이름으로 명명되었었다. 방사성 붕괴는 방사능 연대 측정에도 활용된다.

## 방사성 붕괴가 일어나는 이유

이 삼각형 기호는 방사성 물질이 있다는 것을 알리기 위해 쓰인다.

핵과 핵에 접근하는 다른 입자들을 이루는 중성자와 양성자는 몇 가지 상호작용을 한다. 익숙한 거시적인 세계에서는 볼 수 없는 강한 핵력이 아원자 차원에서는 가장 강한 힘이다. 전기력(electrostatic force)은 거의 항상 중요하고, 베타 붕괴의 경우에는 약한 핵력 또한 관여된다.
이러한 힘들의 상호작용은, 입자의 재정렬으로 인한 에너지를 방출하는 서로 다른 수많은 현상을 만들어 낸다. 원자핵의 입자의 어떤 구성은 입자들이 아무리 조금만 이동하더라도 입자들은 낮은 에너지의 배열로 재배열하고 약간의 에너지를 방출한다. 산 위에 쌓인 눈과 같은 비유를 생각할 수도 있다. 얼음 결정 사이의 마찰력이 눈의 무게를 지탱하지만, 그 계(system)는 낮은 에너지 상태에 비하면 본질적으로 불안정하다. 따라서 외란이 발생하면 큰 엔트로피 상태로 가게 되는 것이다. 계는 열을 발생하면서 바닥상태로 이동하고, 전체 에너지는 수많은 양자 상태 전체로 분산될 것이다. 결국, 애벌랜치(avalanche, 눈사태)가 발생한다. 이 과정에서 전체 에너지는 변하지 않았지만, 엔트로피의 법칙 때문에, 어밸런치는 한 방향으로만 일어나며, "바닥상태"(최대한의 에너지가 분배될 수 있는 가장 확률이 높은 경우의 상태)를 향하게 된다.
이러한 붕괴는 특정한 활성화 에너지가 필요하다. 눈사태(snow avalanche)에서는 이 에너지가 계의 외부로부터의 임의적으로 작은 외란으로 나타난다. 들뜬 원자핵의 경우에는, 임의적으로 작은 외란이 양자 진공 요동(vacuum fluctuations)으로 나타난다. 방사성 원자(또는 양자 역학의 어떤 들뜬 계)는 불안정하고, 따라서 자발적으로 덜 들뜬 계로 안정화된다. 그로 인한 변환은 핵의 구조를 변환시키고 광자와 질량을 가진 고속 입자(전자, 알파 입자 또는 다른 종류의 입자)의 방출을 초래한다.

## 방사성 붕괴의 발견
방사능은 1896년 프랑스 과학자 앙리 베크렐이 형광 물질(우라늄 염)에 대해 연구하던 중 처음으로 발견되었다. 이 물질은 빛에 노출된 후에 어둠 속에서 빛을 내고, 그는 형광 물질은 X-선과 연관이 있고, 그 빛은 X-선에 의해 음극선관에서 생성되었다고 생각했다. 그는 검은 종이로 감광판을 싸고 다양한 형광염(phosphorescent salt)을 그 위에 올렸다. 우라늄 염을 쓰기 전까지 모든 결과가 부정적이었다. 그 화합물을 쓰니 판이 진한 검은색이 되었다. 이 방사선을 베크렐선이라고 불렀다.
곧 감광판의 흑화는 형광 현상과는 아무 관련이 없다는 것이 분명해졌다. 왜냐하면 염이 빛을 받지 않아도 판이 흑화되었기 때문이다. 우라늄의 비형광염과 금속 우라늄 또한 판을 흑화 시켰다. 분명히 종이를 통과할 수 있고 판을 검게 하는 복사의 한 형태가 존재했다.
처음에는 당시에 발견된 X-선과 비슷한 새로운 복사현상으로 보였다. 베크렐, 퀴리, 러더포드 등의 이후의 연구를 통해 방사능은 훨씬 더 복잡하다는 것이 알려졌다. 여러 종류의 붕괴가 발생할 수 있지만, 러더포드는 모든 붕괴가 동일한 근사화된 지수함수 공식(아래 참조)에 따른다는 것을 최초로 발견했다.
초기의 연구가는 또한, 우라늄 이외의 많은 다른 화학 원소가 방사성 동위원소를 가진다는 것을 발견했다. 마리 퀴리는 우라늄 광의 전체 방사능에서 체계적으로 탐색한 결과 새로운 원소 폴로늄을 분리시키게 되었고, 바륨에서 라듐을 분리하게 되었다. 그러지 않았다면 이 두 원소의 화학적 유사성 (바륨 라듐 모두 알칼리족이다.) 때문에 이 두 원소를 거의 제대로 구분하기 힘들었을 것이다.

## 방사성 물질의 위험

방사성 물질의 위험도 분류 기호

알파 입자는 한 장의 종이로, 베타 입자는 알루미늄 판으로 완전히 막을 수 있다. 감마선은 매우 두꺼운 납과 같은 훨씬 두꺼운 벽으로 감소시킬 수만 있다.

방사능 핵종의 다양한 붕괴. 세로: 원자번호 Z, 가로: 중성자 번호 N

방사능과 방사선의 위험은 즉각적으로 인식되지 않았다. 1896년, 전기 공학자이자 물리학자인 니콜라 테슬라가 자신의 손가락에 X-선을 의도적으로 쪼였을 때의 X-선의 사용에서 방사선의 극심한 영향이 처음으로 관찰되었다. 그는 화상의 이유가 X-선보다 오존 때문일 것이라고 했지만, 그는 화상에 관하여 관찰한 내용을 출판했다. 그의 부상은 후에 치료되었다.
암 발생률에 대한 효과를 포함한 방사선의 유전적 효과는 훨씬 후에 인식되었다. 1927년에 허먼 조지프 멀러는 유전적 효과를 보여주는 연구결과를 출판하였다. 1946년에 그의 발견으로 노벨상을 받았다.
방사선의 생물학적 효과가 알려지기 전에, 많은 내과 의사들과 기업들은 방사성 물질을 특허 약품과 방사성 엉터리 치료제(radioactive quackery)로 판매하기 시작했다. 그 예로는 라듐 관장 치료, 강장제로 마시는 라듐을 함유한 물이 있었다. 마리 퀴리는 방사선의 인체에 대한 영향이 아직 밝혀지지 않았다고 경고하면서, 이러한 치료법에 대해 반대하였다.(퀴리는 후에 라듐에 대한 연구로 인한 것이라고 추정되는 재생 불량성 빈혈로 사망했다. 그러나 나중에 그녀의 뼈를 검사한 결과, 그녀가 실험실에서 조심스럽게 연구했으며, 라듐에 대한 부담은 낮았다는 것이 밝혀졌다. 훨씬 일리 있는 원인은 세계 1차 대전에서 자원 의료 요원으로 일할 때의 방호되지 않은(unshielded) X-선관에 노출된 사실이다.) 1930년대에 엉터리 치료제 애호가들의 뼈 조직 괴사와 사망 사례가 수많이 발생한 후, 라듐을 함유한 의학 제품은 시장에서 거의 사라졌다.

## 방사성 붕괴의 종류
방사선의 종류에 대해서 말하자면, 전기장이나 자기장에서 방사선은 세 종류로 갈라진다. 마땅한 용어가 없어서, 그 광선(rays)은 알파, 베타와 감마라는 그리스 알파벳 이름이 붙여졌고, 현재에도 여전히 쓰인다. 알파 붕괴는 무거운 원소(원자번호 52, 텔루륨과 더 무거운 원자)에서만 나타나고, 다른 두 종류의 붕괴는 모든 원소에서 나타난다.
붕괴의 생성물의 특징을 분석하는데 있어서, 생성물에 작용하는 전자기력의 방향을 보면 알파선은 양전하를 가지고, 베타선은 음전하를 가지며, 감마선은 중성임을 알 수 있다. 또한 그 굴절하는 정도를 보면, 알파 입자가 베타 입자보다 훨씬 더 무거움을 알 수 있다. 알파 입자를 매우 얇은 유리창을 통과시켜 방전관 안에 잡아두는 실험을 통해, 과학자들은 실험을 통해 얻은 가스의 방출 스펙트럼을 연구했고, 마침내 알파 입자가 헬륨 원자핵이라는 것을 증명했다. 또 다른 실험들은 베타 방사선과 음극선의 유사성과 감마선과 X-선의 유사성을 보여주었다. 베타선과 음극선은 모두 전자의 흐름이고, 감마선과 X-선은 모두 고에너지 전자기파이다.
알파, 베타, 감마 붕괴가 가장 흔하지만, 다른 종류의 붕괴도 결국 발견되었다. 1932년에 중성자가 발견된 지 얼마 안 되어 어떤 드문 붕괴 반응이 붕괴 입자로 중성자를 내놓는다는 사실이 엔리코 페르미에 의해서 발견되었다. 그리고 마침내 다른 반응과 분리된 양성자 방출도 특정 원소에서 관측되었다. 우주선 생성물에서 양전자를 발견한지 얼마 안 되어, 음전하의 전자와 비슷하게, 기존의 베타 붕괴와 동일한 과정을 거쳐 양전자가 생성될 수 있다는 것이 알려졌다(양전자 방출). 두 종류의 베타 붕괴는 중성자와 양성자의 비율이 일정한 비율이 되는 방향, 즉 최소의 조합 에너지를 가지는 방향으로 일어난다. 마지막으로 뭉치 붕괴라는 현상에서는, 알파 입자보다 큰 중성자와 양성자의 특정한 조합이 드물지만 자발적으로 원자핵으로부터 방출된다.
그러나 여전히 다른 종류의 방사성 붕괴가 발견되었다. 이전에 발견된 입자를 방출하지만, 다른 메커니즘으로 동작하는 붕괴 반응이었다. 한 가지 예로서, 베타 붕괴나 감마 붕괴와 관련이 없지만, 전자와 가끔씩 고에너지 광자를 방출하는 내부 전환이 있다.

## 표로 정리한 붕괴의 방식
방사성 핵종은 수많은 다른 반응을 일으킬 수 있다. 그 반응들을 아래에 표에 정리하였다. 질량수 A와 원자 번호 Z를 (A, Z)와 같이 표현하였다. "딸 핵" 열에는 새로운 핵과 원래의 핵의 차이를 표시하였다. 따라서 (A-1, Z)는 질량수는 전보다 하나 작지만 원자번호는 전과 같은 것을 의미한다.
| 붕괴의 방식                        | 붕괴에 관여하는 입자                                                                                         | 딸 핵                  |
| ---------------------------------- | --- | ---------------------- |
| 핵자를 방출하는 붕괴:              | |                        |
| 알파 붕괴                          | 원자핵으로부터 하나의 알파 입자 (A=4, Z=2)가 방출됨                                                          | (A–4, Z–2)             |
| 양성자 방출                        | 원자핵으로부터 하나의 양성자가 방출됨                                                                        | (A–1, Z–1)             |
| 중성자 방출                        | 원자핵으로부터 하나의 중성자가 방출됨                                                                        | (A–1, Z)               |
| 이중 양성자 방출                   | 원자핵으로부터 동시에 두 개의 양성자가 방출됨                                                                | (A–2, Z–2)             |
| 자발 핵분열                        | 원자핵이 두 개 이상의 작은 원자핵과 다른 입자로 분열됨                                                       | -                      |
| 뭉치 방출                          | 원자핵이 특정한 작은 원자핵(A1, Z1)을 방출함 (주로 알파 입자보다 큰 핵이지만, 때로는 작은 핵일 때도 있음)    | (A–A1, Z–Z1) + (A1,Z1) |
| 베타 붕괴의 여러 가지 방식:        | |                        |
| 베타 마이너스 붕괴                 | 원자핵이 하나의 전자와 하나의 반중성미자를 방출함                                                            | (A, Z+1)               |
| 양전자 방출, 또는 베타 플러스 붕괴 | 원자핵이 하나의 양전자와 하나의 중성미자를 방출함                                                            | (A, Z–1)               |
| 전자 포획                          | 원자핵이 궤도를 도는 하나의 전자를 포획하고 하나의 중성미자를 방출함 딸핵은 들뜬 불안정한 상태로 남겨진다.   | (A, Z–1)               |
| 이중 베타 붕괴                     | 원자핵이 전자와 반중성미자를 두 개씩 방출함                                                                  | (A, Z+2)               |
| 이중 전자 포획                     | 원자핵이 궤도를 도는 두 개의 전자를 포획하고 두 개의 중성미자를 방출함 딸핵은 들뜬 불안정한 상태로 남겨진다. | (A, Z–2)               |
| 양전자를 방출하는 전자 포획        | 원자핵이 궤도를 도는 하나의 전자를 포획하고 양전자 하나와 중성미자 두 개를 방출함                            | (A, Z–2)               |
| 이중 양전자 방출                   | 원자핵이 양전자와 중성미자를 두 개씩 방출함                                                                  | (A, Z–2)               |
| 동일 원자핵의 다른 상태로의 전이:  | |                        |
| 이성질핵 전이                      | 들뜬 원자핵이 고에너지 광자 하나를 방출함(감마선)                                                            | (A, Z)                 |
| 내부 전환                          | 들뜬 원자핵의 에너지를 궤도를 도는 하나의 전자가 흡수하고, 그 전자가 원자로부터 방출됨                       | (A, Z)                 |

일단 방출된 에너지(disintegration energy)가 탈출하면, 방사성 붕괴는 질량의 합계의 감소를 가져온다. {\displaystyle E=mc^{2}}라는 공식에 의하면 에너지는 질량을 동반한다.(특수 상대성 이론 참조) 붕괴 에너지는 처음에는 방출된 입자의 운동 에너지로 방출된다. 나중에 이 입자들은 그 주변과 열적 평형에 도달한다. 그 에너지는 붕괴 반응의 계의 정지 질량에 영향을 준다. 방출 입자의 운동 에너지의 크기만큼 나중에 주변 물질의 열에너지는 계 전체의 정지 질량에 영향을 주게 되는 것이다. 따라서 붕괴 반응에서 입자의 정지 질량의 합은 보존되지 않고, 계의 정지 질량(계의 전체 에너지)은 보존된다.

## 붕괴 계열과 다양한 붕괴 방식
붕괴 후의 딸 핵자도 불안정할 수 있다(방사성일 수 있다). 이러한 경우에는 딸 핵자도 붕괴하며, 방사선을 생성한다. 생성된 2차 딸 핵자도 또한 방사성일 수 있다. 이렇게 수차례의 연속 붕괴 반응이 일어날 수 있다. 결국에는 안정한 핵자가 생성된다. 이를 방사성 붕괴 계열이라고 한다.

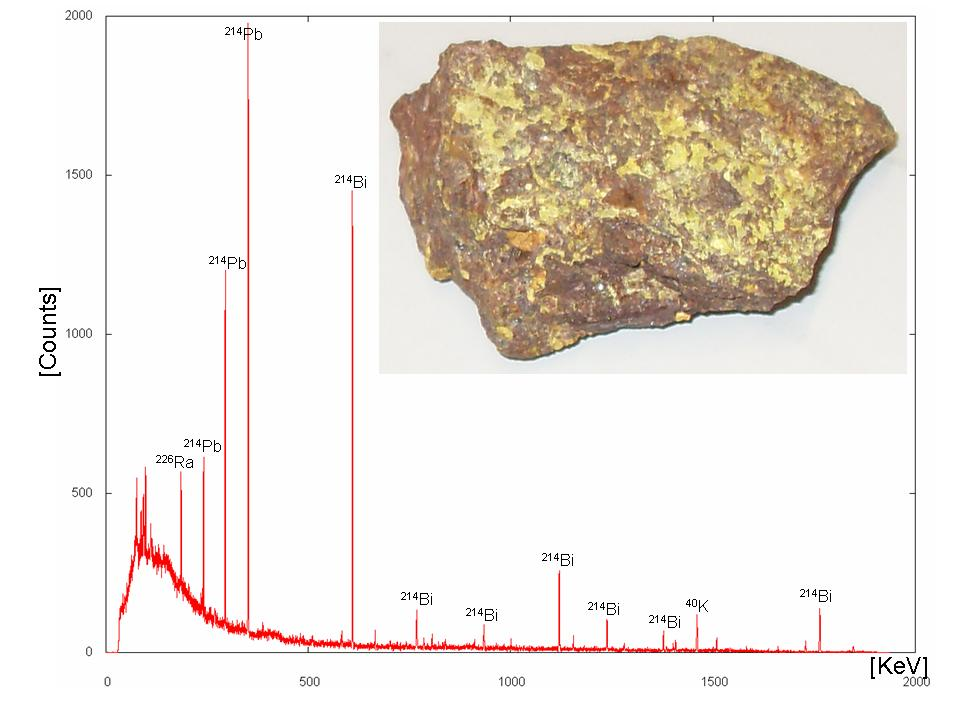
^{238}U의 감마선 에너지 스펙트럼(inset). 핵자가 붕괴하면서 감마선이 방출되고, 감마선 에너지를 통해 붕괴의 특성(어떤 핵자가 붕괴하여 어떤 핵자가 되는지)을 알 수 있다. 여기서, 감마선 스펙트럼을 이용해서, 일반적인 붕괴 계열의 몇 가지 핵자를 식별할 수 있다: ^{226}Ra, ^{214}Pb, ^{214}Bi.

그 예로서 자연적인 238U의 방사성 붕괴 계열이 있는데, 다음과 같다.
- 우라늄-238은 알파 입자를 방출하여, 45억년의 반감기로, 토륨-234로 붕괴한다.
- 이는 베타 입자를 방출하여, 24일의 반감기로, 프로트악티늄-234m로 붕괴한다.
- 이는 감마선을 방출하여, 1.2분의 반감기로, 프로트악티늄-234로 붕괴한다.
- 이는 베타 입자를 방출하여, 6.7시간의 반감기로, 우라늄-234로 붕괴한다.
- 이는 알파 입자를 방출하여, 24만년의 반감기로, 토륨-230으로 붕괴한다.
- 이는 알파 입자를 방출하여, 77000년의 반감기로, 라듐-226으로 붕괴한다.
- 이는 알파 입자를 방출하여, 1600년의 반감기로, 라돈-222로 붕괴한다.
- 이는 알파 입자를 방출하여, 3.8일의 반감기로, 폴로늄-218로 붕괴한다.
- 이는 알파 입자를 방출하여, 3.1분의 반감기로, 납-214로 붕괴한다.
- 이는 베타 입자를 방출하여, 27분의 반감기로, 비스무트-214로 붕괴한다.
- 이는 베타 입자를 방출하여, 20분의 반감기로, 폴로늄-214로 붕괴한다.
- 이는 알파 입자를 방출하여, 160밀리 초의 반감기로, 납-210으로 붕괴한다.
- 이는 베타 입자를 방출하여, 22년의 반감기로, 비스무트-210으로 붕괴한다.
- 이는 베타 입자를 방출하여, 5일의 반감기로, 폴로늄-210으로 붕괴한다.
- 이는 알파 입자를 방출하여, 140일의 반감기로, 납-206으로 붕괴한다. 이는 안정한 핵자다.

어떤 방사성핵자는 몇 개의 다른 붕괴 경로가 있다. 예를 들면 약 36%의 비스무트-212는 알파 붕괴를 하여, 탈륨-208이 되는 반면 약 64%는 베타붕괴를 하여, 폴로늄-212가 된다. 탈륨-208과 폴로늄-212는 둘 다 비스무트-212의 방사성 딸핵이고, 둘 다 직접 안정한 납-208로 붕괴한다.

## 붕괴의 기원과 응용
대폭발 이론에 따르면, 가장 가벼운 다섯 원소(H, He, Li, Be, B)는 대폭발 핵합성이라 불리는 과정을 통해, 우주가 출현하고 매우 짧은 시간 후에 생성되었다. 가볍고 안정한 핵종(중수소를 포함한)은 오늘날까지 살아남았지만, 대폭발 때에 생성된 가벼운 원소들의 어떤 방사성 동위원소(삼중수소와 같은)는 붕괴되어 사라졌다. 붕소보다 무거운 동위 원소는 대폭발 때에 전혀 생성되지 않았고, 처음의 다섯 원소는 오랫동안 존재하는 방사성 동위원소가 없었다. 따라서 모든 방사성 핵자들은 우주의 탄생에 비해 상대적으로 젊으며, 항성(특히 초신성)에서의 다양한 핵합성과, 고에너지 입자(energetic particle)와 안정한 동위 원소 사이의 반응을 거쳐서 후에 합성되었다. 예를 들면, 반감기가 5730년 밖에 안 되는 방사성 핵종인 탄소-14는 지구의 대기권 상층부에서 우주선과 질소의 반응을 통해 꾸준히 생성되고 있다.
방사성 붕괴는, 복잡한 시스템(살아있는 유기체와 같은) 속에서의 화학물질의 이동경로를 추적하기 위한 레디오아이소토픽 레이블링(radioisotopic labeling, 방사성동위원소를 이용한 표식법)에 응용된다. 높은 농도의 불안정한 원자들로 샘플을 합성한다. 붕괴 반응을 검출함으로써 시스템의 임의의 부분에서의 물질의 존재여부를 판단할 수 있다.
방사성 붕괴는 완전히 무작위(드물게 혼돈 상태)라는 전제 아래에, 하드웨어 난수 생성기에 응용된다. 또 붕괴 반응이 메커니즘 상 시간에 따라 크게 변하지 않는다고 생각되기 때문에, 특정 물질의 연대를 측정하는 유용한 도구로 쓰인다. 방사성 동위원소와 그 붕괴 생성물이 바위가 응고될 때 바위 속에 갇히고, 바위가 응고한 시기를 나중에 예측할 수 있게 된다.(다양한 잘 알려진 방법으로 검증을 받아야 한다.) 이 연대측정법은 동일한 샘플에서, 동시적인 몇 가지 반응의 결과와, 생성물의 해당하는 반응들에 대한 결과를 고려해야 한다. 또, 비슷한 방식으로 유기물질의 생성 시기는 동위원소의 반감기를 고려해서 추측할 수 있다. 탄소-14는 유기물질이 성장하고, 공기 중의 새로운 탄소-14 원자를 흡수할 때 획득되기 때문이다. 그 후에 유기물질의 탄소-14의 양은 붕괴 반응에 의해 감소한다.

## 방사성 붕괴의 속도
불안정한 원자핵의 붕괴는 완전히 무작위적이고 특정한 원자가 언제 붕괴할지를 예측하는 것은 불가능하다. 그러나 그것은 언제나 동등한 비율로 붕괴한다는 것과 같다. 따라서 특정한 방사성동위원소의 시료가 주어진다면, 짧은 시간 간격 dt 동안 일어나는 붕괴 반응의 수 dN은 현재의 원자의 수에 비례한다. N을 원자의 수라고 한다면, 붕괴의 확률(-dN/N)은 dt에 비례한다.
{\displaystyle \left(-{\frac {dN}{N}}\right)=\lambda \cdot dt.}
방사성 핵종은 서로 다른 속도로 붕괴하며, 각각 자신만의 붕괴 상수(λ)를 가지고 있다. 음의 부호는 N이 붕괴 반응에서 줄어드는 것을 나타낸다. 이 일차 미분 방정식의 해는 다음의 함수로 주어진다.
{\displaystyle N(t)=N_{0}\,e^{-{\lambda }t}=N_{0}\,e^{-t/\tau }.\,\!}
여기서 N0은 초기(t = 0)의 N이다. 두 번째 방정식은 붕괴 상수 λ가 1/시간의 차원(단위)을 가지는 것을 알려주고, 따라서 1/τ로 표현할 수도 있다. 여기서 τ는 반응을 특징짓는 시간이다. 이 특징적인 시간은 그 반응의 시정수라고 불린다. 방사성 붕괴에서, 반응의 시정수는 붕괴하는 원자의 평균 수명이기도 하다. 각 원자는 붕괴할 때까지 유한한 시간동안 살아있고, 평균 수명은 모든 원자의 수명의 산술 평균이 된다. 그리고 τ는 다음과 같은 붕괴 상수와의 관계를 가진다.
{\displaystyle \tau ={\frac {1}{\lambda }}.}

방사성 붕괴를 하는 다수의 원자들의 시뮬레이션. 4개의 원자(왼쪽) 또는 400개의 원자(오른쪽)로 시작한다. 위에 있는 숫자는 반감기가 몇 번 지났는지를 표시해준다. 원자가 더 많으면, 전체적인 붕괴는 덜 무작위적인 점에서 큰 수의 법칙을 발견할 수 있다.

앞의 지수 함수가 일반적으로 지수적 감쇠의 결과를 나타낸다. 그러나 두 가지 이유에서, 그것은 근사해일 뿐이다. 첫째로, 지수 함수는 연속적이지만, 물리량 N은 음이 아닌 정수다. 두 번째로, 무작위적 과정(random process)을 표현하는 것이기 때문에, 함수는 통계적 참일 뿐이다. 그러나 대부분의 경우, N은 극히 큰 수(아보가드로의 수에 상응하는 수준의 수)이고, 지수 함수는 훌륭한 근사이다.

### 반감기
더욱 널리 쓰이는 값은 반감기다. 특정 방사성 핵종의 샘플에서, 반감기는 그 방사성 원자핵의 절반이 붕괴하는데 걸리는 시간이다. 반감기는 붕괴 상수와 다음과 같은 관계를 갖는다.
{\displaystyle t_{1/2}={\frac {\ln 2}{\lambda }}=\tau \ln 2.}
반감기와 붕괴 상수의 이러한 관계는 저준위 방사성 물질은 더 오래 남는 반면에 고준위 방사성 물질은 빨리 없어진다는 것을 보여준다. 알려진 방사성 핵종의 반감기는 1019 년(209Bi와 같이 거의 안정한 핵종)부터 10−23초까지 매우 다양하다. 위 관계식의 ln2라는 인자는, 반감기라는 개념이 단순히 입자 수명 관계식에서 자연 지수 e 대신에 다른 밑수를 선택하는 방법이기 때문에 나온 것이다. 시정수 τ는 수명의 "1/2"배(방사성 핵종의 50%가 남아있는 시간)가 아니라 수명의 "1/e"배(방사성 핵종의 1/e = 약 36.8%가 남아있는 시간)이다. 따라서 다음의 방정식이 유효함을 쉽게 보일 수 있다.
{\displaystyle N(t)=N_{0}\,e^{-t/\tau }=N_{0}\,2^{-t/t_{1/2}}.\,\!}
방사성 붕괴가 일정한 확률을 가지는 지수적 현상이기 때문에, 각각의 반응이 또 다른 시간 간격을 통해서 표현될 수 있다. 예를 들면 "1/3 수명"(1/3이 남을 때까지 걸리는 시간)이나 "1/10 수명"(1/10이 남을 때까지 걸리는 시간) 등등으로 표현될 수 있다. 따라서 τ과 t½을 표지가 되는 시간으로 선택한 것은 단순히 편의를 위해서이고, 관습에 따르는 것이다. 그러한 상수들은 주어진 방사성 물질의 일정한 비율이 붕괴한다는 기본적인 원칙을 반영할 따름이다.

### 붕괴 반응의 각 인자들의 관계
방사성 물질의 붕괴 속도 또는 방사능(activity)은 다음과 같은 특성을 갖는다.
상수:
- 반감기 — 기호 t1/2 — 방사성 물질의 양이 그 초기량의 절반으로 감소하는데 걸리는 시간.
- 평균 수명 — 기호 τ — 방사성 입자의 평균 수명.
- 붕괴 상수(감쇠 상수) — 기호 λ — 평균 수명의 역수......

위의 양은 상수이긴 하지만, 수많은 원자들의 무작위적인 행동으로부터 통계적으로 얻는 값이다. 따라서 이 상수들로 얻는 예측은 적은 수의 원자에 대해서는 덜 정확하다.
시간에 따라 변하는 양:
- 총 방사능 — 기호 A — 매초 어떤 물체(샘플)에서 일어나는 붕괴 반응의 수
- 입자의 수 — 기호 N — 샘플안의 전체 입자(원자)의 수
- 비방사능(Specific activity) — 기호 SA — 단위 질량(또는 단위 부피)의 물질의 매초 붕괴 반응의 수

이러한 물리량은 다음과 같은 관계를 갖는다.:
{\displaystyle t_{1/2}={\frac {\ln(2)}{\lambda }}=\tau \ln(2)}
{\displaystyle A=-{\frac {dN}{dt}}=\lambda N}
{\displaystyle S_{A}a_{0}=-{\frac {dN}{dt}}{\bigg |}_{t=0}=\lambda N_{0}}
여기서 a0는 방사능 물질의 초기량 (불안정한 원자의 비율이, 물질이 생성될 때의 비율과 동일한 물질일 때)

### 방사능의 측정
방사능을 측정하는 단위는 베크렐(기호 Bq)로서 매초 붕괴 회수의 단위이다.
퀴리, 1Ci는 매초 3.7 × 1010번의 붕괴를 나타낸다.
낮은 방사성은 dpm(disintegrations per minute)으로 측정한다.

## 반감기의 변화
전자 포획과 내부 전환이라는 방사성 붕괴 방식은 화학적, 환경적 효과에 약간 영향을 받는 것으로 알려졌다. 원자의 전자 구조를 변화시키고, 1s와 2s의 전자에 차례로 영향을 미치는 환경적 효과에 영향을 받는 것이다. 매우 가벼운 소수의 핵종이 영향을 받는데, 예를 들면 베릴륨에서 화학적 결합이, 원자와 전자의 근접도에 따라, 전자 포획에 작은 정도(1% 미만)로 영향을 준다. 7Be에서, 금속에서의 반감기와 절연환경에서의 반감기 사이에 0.9%의 차이가 관측되었다. 이러한 영향은 베릴륨이 관통 효과가 큰 2s 원자 오비탈에 원자가 전자를 가지고 있기 때문이다. 그리고 이 상황은 전자 포획이 일어나게 만든다.
수많은 실험은 자연적으로 발생한 방사성 동위원소(전자 포획이 아닌 다른 붕괴 모드의 동위원소)의 붕괴 속도는, 정밀한 관측아래에서도 온도, 압력, 화학적 환경, 전자기장 또는 중력장과 같은 외부 환경에 영향을 받지 않는다는 것을 보여준다. 지난 세기동안의 실험실의 실험들, 오클로 천연원자로의 연구와 원거리 초신성의 광도 감소에 대한 천체물리학적인 관측결과를 비교해보면, 붕괴 속도는 시간에 대해서도 상수임이 분명히 드러난다.
한편으로는, 최근의 어떤 연구결과는 붕괴 속도가 환경 요인에 대해 약한 의존성(0.1% 미만)을 가질 수 있다는 가능성을 제시한다. 실리콘-32, 망가니즈-54와 라듐-226의 붕괴 속도의 관측 결과가 작은 주기적 변동(약 0.1%)을 보이며, 이는 태양의 플레어 활동과 태양으로부터의 거리와 관련 있어 보인다는 주장이 제기되었다. 그러나 그러한 관측 결과는 계통 오차(systematic error)에 매우 민감하고, 후속 논문을 통해서도 6가지 동위원소에서 상관관계를 찾지 못했고, 그러한 효과의 크기의 상한을 알게 되었을 뿐이다.

## 같이 보기
- 반감기
- 핵물리학
- 방사선치료
- 방사능 연대 측정
- 방사성 동위 원소
- 방사능